# 吉田文憲
吉田 文憲（よしだ ふみのり、1947年11月5日 - ）は、日本の詩人、文芸評論家。
秋田県北秋田郡比内町生まれ。早稲田大学第一文学部卒業。1976年、詩集『衰弱』を刊行。2002年、『原子野』で第43回晩翠賞受賞。2007年、『六月の光、九月の椅子』で第7回山本健吉文学賞を受賞。2011年、宮澤賢治についての評論で第21回宮沢賢治賞を受賞。2014年、『生誕』で第44回高見順賞受賞。

## 著書
- 『花輪線へ 詩集』砂子屋書房、1981
- 『人の日』思潮社、1985
- 『吉田文憲詩集』思潮社、1985 詩・生成
- 『遭難』思潮社、1988
- 『「さみなしにあわれ」の構造 禁忌と引用 吉田文憲評論集』思潮社、1991 <昭和>のクリティック
- 『吉田文憲詩集』思潮社、1993 現代詩文庫
- 『移動する夜』思潮社、1995
- 『原子野 詩集』砂子屋書房、2001
- 『宮沢賢治 妖しい文字の物語』思潮社、2005
- 『六月の光、九月の椅子』思潮社、2006
- 『顕れる詩 言葉は他界に触れている』思潮社、2009
- 『宮沢賢治 幻の郵便脚夫を求めて』大修館書店、2009
- 『生誕』思潮社、2013

## 共編
- 『『注文の多い料理店』考 イーハトヴからの風信』赤坂憲雄共編著 五柳書院、1995 五柳叢書
- 『思わず口ずさむなつかしい日本語の歌と詩』古橋信孝共監修 成美堂出版、2004
- 『生きのびろ、ことば』小池昌代、林浩平共編著 三省堂、2009
- 『やさしい現代詩 小池昌代,林浩平共編著 三省堂、2009

## 参考
- 『文藝年間2007』
- 宮沢賢治―幻の郵便脚夫を求めて - 紀伊國屋書店BookWeb